# ヴァンフォーレ甲府

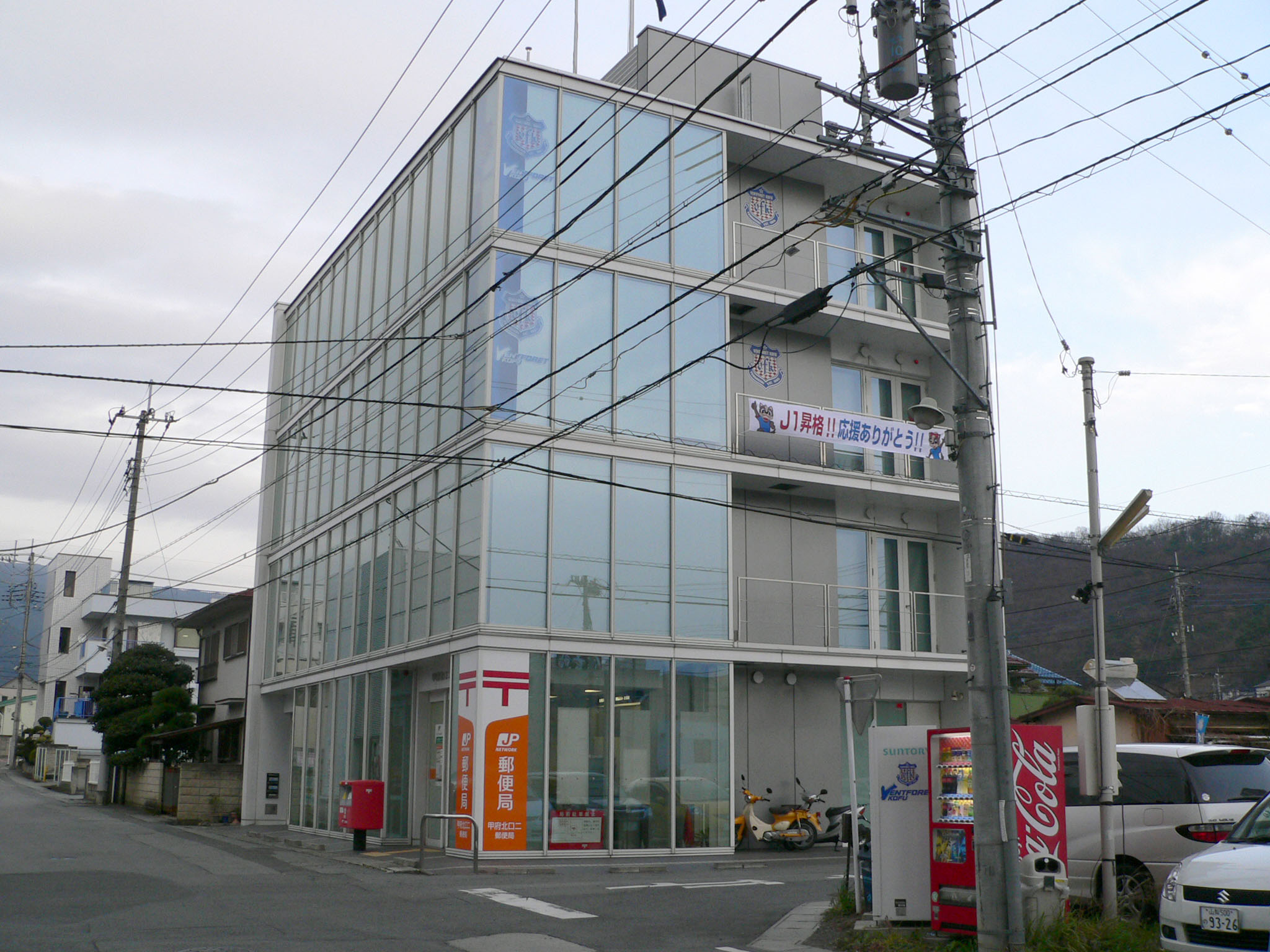
甲府市にあるクラブ事務所（3階および4階）

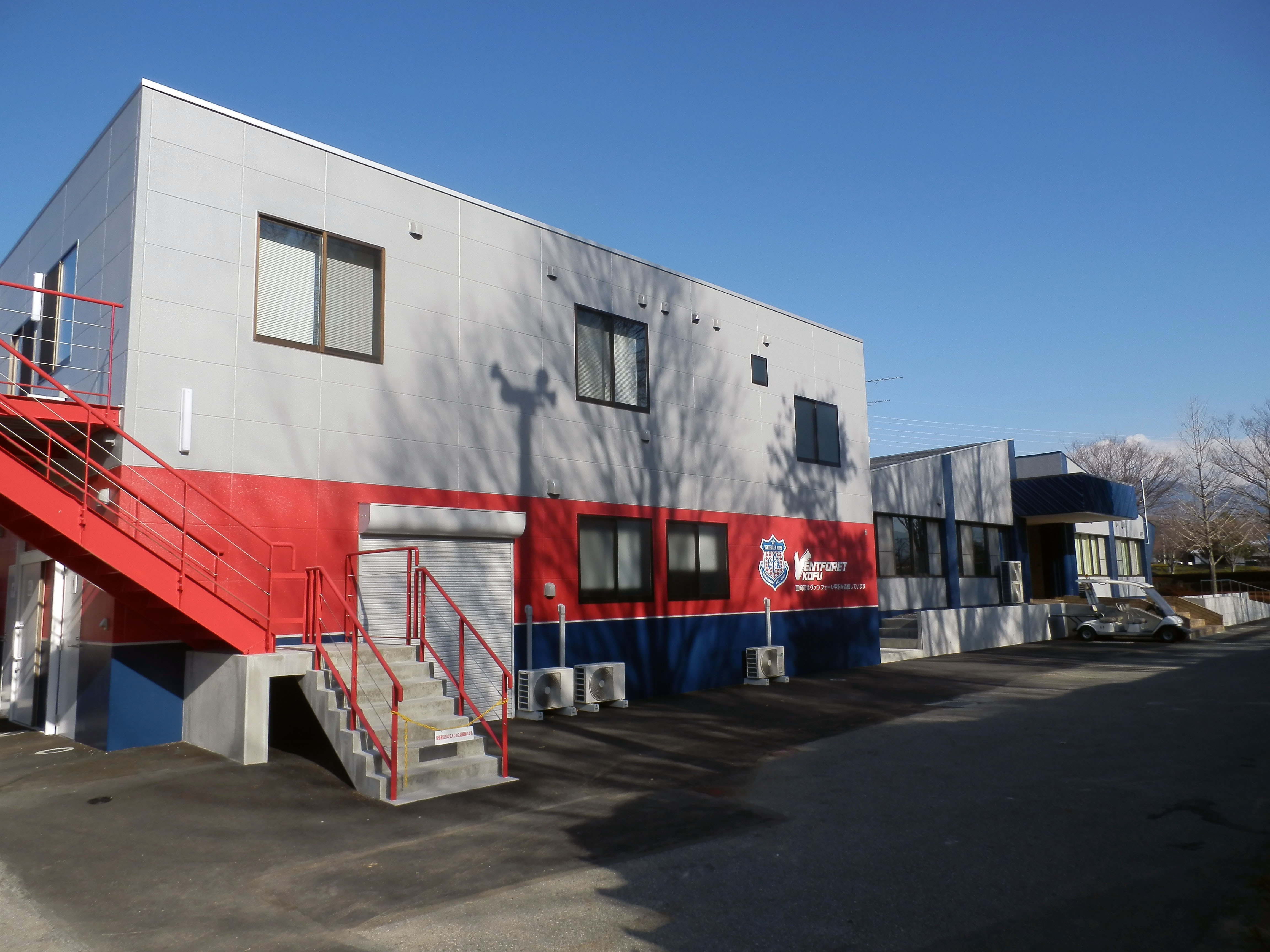
韮崎中央公園にあるクラブハウス

ヴァンフォーレ甲府（ヴァンフォーレこうふ、仏: Ventforet Kofu）は、日本の甲府市、韮崎市を中心とする山梨県全県をホームタウンとする、日本プロサッカーリーグ（Jリーグ）に加盟するプロサッカークラブ。特定の母体企業を持たない、小口スポンサーの支援を受けるクラブの一つである。

## 概要

名前の由来となった風林火山の旗

1999年にJリーグへ加盟。チーム名はフランス語の「Vent（風）」と「Forêt（林）」を合わせた造語で、戦国時代の武将の武田信玄の旗印である「風林火山」に基づいている。また、母体企業を持つJリーグクラブがある 一方で、ヴァンフォーレは特定の母体企業を持たず、地元山梨の会社などの小口スポンサーの支援を受けている。ホームタウンは、Jリーグ加盟時は「甲府市、韮崎市を中心とする30市町村」（「平成の大合併」に伴ってその後13市町村）であったが、2005年7月より「甲府市、韮崎市を中心とする山梨県全県」となった。
オフィシャルショップは甲府中央商店街「かすがもーる」の一角に「まちなかヴァンフォーレプラザ」があり、ホームゲームのチケット販売やクラブサポーター入会受付、グッズ販売も行なっている。
ホームスタジアムはJIT リサイクルインク スタジアムである（詳細は#スタジアムを参照）。練習場についてはヴァンフォーレ甲府の練習場を参照のこと。
マスコットは甲斐犬をモチーフにしたヴァンくん（2006年6月12日より）、フォーレちゃん（2009年3月1日より）である。
アンセムは2014年までチーム独自のものは存在せず、入場時はJリーグ公式アンセムを使用している。2015年より地元山梨出身で元レミオロメンのボーカルであった藤巻亮太制作のアンセムを使用している。

## 歴史

### 前身
1965年に鶴城クラブを拡大化した甲府サッカークラブが前身。1972年よりJSL2部、1992年よりジャパンフットボールリーグに参入。1995年にヴァンフォーレ甲府にチーム名を変更した。1997年2月に運営法人となるヴァンフォーレ山梨スポーツクラブを設立。1998年にJリーグ加盟が承認され、1999年からのJリーグ ディビジョン2（J2）参加が決まった。

### 1999年 - 2005年（J2）
1999年
ライセンスの問題 からそれまで指揮をとっていた塚田雄二に代わり、勝俣進が監督に就任 した。リーグ戦は開幕10試合未勝利などを喫し、最下位の成績。また、人件費抑制など経費削減に努めたものの、ユニフォームスポンサーがゼロに陥るなど広告収入が激減、さらに関心の薄さや低迷するチームが影響し、観客の伸び悩みにより3年連続の単年度赤字に陥った。
2000年
S級指導者ライセンスを取得した塚田が監督に復帰。登録選手は24人と最低限の人数で、うち6人がアマチュア契約、さらにプロ契約での途中退団者が発生し選手が不足したことからフィジカルトレーナーだった鶴田道弘と急遽プロ契約を結びやりくりせざるを得ない状況であった（鶴田はこのシーズンのみで再び引退）。リーグ戦は2年連続最下位。
19連敗（26戦未勝利）
この年は第4節の仙台戦（小瀬、1-0）の勝利を最後に連敗を続け、第33節の新潟戦（新潟市陸、1-0）に勝利するまで26戦勝利から遠ざかっていた。このうち引き分けたのが第11節の鳥栖戦のみであり、残りの25戦はすべて負けていたことから当時の連敗カウントは「25連敗」であった。その後「連勝・連敗は引き分けを挟まない」というルールに改定され、過去の記録もこれが適用されたことから現在は「6連敗の後1分けを挟み19連敗」となっている。19連敗に減ったとはいえ、この記録はJ2はもちろんのことJリーグ全体を見ても1996年に京都が記録した17連敗 を上回る記録である。また、第4節が3月30日、第33節が9月15日開催であったことから実に5か月半勝利から遠ざかっていたことになる。
その後未勝利記録は2003年にサガン鳥栖が更新（シーズン単体で28試合、翌年甲府に勝利するまで30試合まで継続）した が、連敗記録は現在もJリーグ記録である。
経営危機発覚
この年も成績不振もあり、入場者数は浦和戦を除き3,000人を超えた試合が開幕戦のみで、1,000人を割る試合が5試合あった。営業費用は2.4億円とリーグ最小だったのにもかかわらず営業収入は1.8億円（うち分配金は5千万円）でこの年だけでも6千万円の赤字、そして累積赤字は4.5億円を超えて1.2億円の債務超過となり、チームの存続が危ぶまれることとなる。
2001年
存続運動などの結果条件付で2001年の参戦が決まり、上永吉英文が強化部長に就任 するとブラジルのSEパルメイラスと提携を結び、監督のルイス・ドス・ヘイス・ゴンサルベス及び5人のブラジル人選手の無償提供を受ける。ヘイスをはじめブラジル人選手の来日が大幅に遅れるなど足並みが揃わないまま開幕を迎え、J1昇格目前の仙台にホームで勝利するなどしたが3年連続最下位の成績。また、98失点はJリーグ最多失点記録となった。経営面は3つの存続条件を全て達成すると共にJ参入3年目にして初めて単年度黒字を計上し、翌年度以降のチームの存続が決定した。なお、この年を以て甲府クラブ時代から在籍し、公務員Jリーガーとしてプレーしていた石原大助が引退。翌年以降は全選手がプロ契約のみとなる。
2002年
パルメイラスとの提携を解除し、清水エスパルスと提携を結んだ（別掲）。また、監督に大木武が就任。藤田健、倉貫一毅、石原克哉、水越潤の活躍もあり12チーム中7位に入った。また、9月21日のC大阪戦においてチーム初となる小瀬競技場で満員（当時は13000人収容）を記録した。また、イリュージョニストのプリンセス・テンコーがスポンサーとなり、背中部分に「PRINCESS TENKO」の文字が入った。個人がJリーグのユニフォームスポンサーになるのは中田英寿（湘南）や藤原紀香（横浜FC）の例があるが、テンコーはホームゲームでイリュージョンを行ったり、甲府のユニフォームを着てテレビ番組に出演するなど甲府を支援。テンコーとは2003年までスポンサー契約が続いた。
2003年
大木が監督を退任（後に清水の監督に就任）し、東京V元監督の松永英機が後任の監督に就任。松永は昨シーズンのプレースタイルを継承。倉貫、石原、水越に横浜FMなどでプレーした外池大亮を加えた中盤は安定し、さらに6月には元日本代表の小倉隆史が加入すると、藤田またはこの年湘南から移籍した須藤大輔によるツートップでチーム力は向上。結果としてJ2参入後初となるシーズン勝ち越しおよび全チームからの勝利を獲得するなど最終節で福岡に抜かれたものの5位に入った。
2004年
松永体制2年目。外池が広島へ移籍した一方、6年ぶりにバロンが復帰。小倉または山崎光太郎との2トップが機能し開幕から得点を量産。一時は2位になるなどチーム状況は良好で、前期は3位で折り返す。7月31日にバロンが退団（その後鹿島に移籍）したものの第3クールまでは昇格争いに踏み留まったが、藤田と石原が怪我により長期離脱するとチームは失速。第4クールは2勝しかできずに7位でシーズンを終了した。
2005年

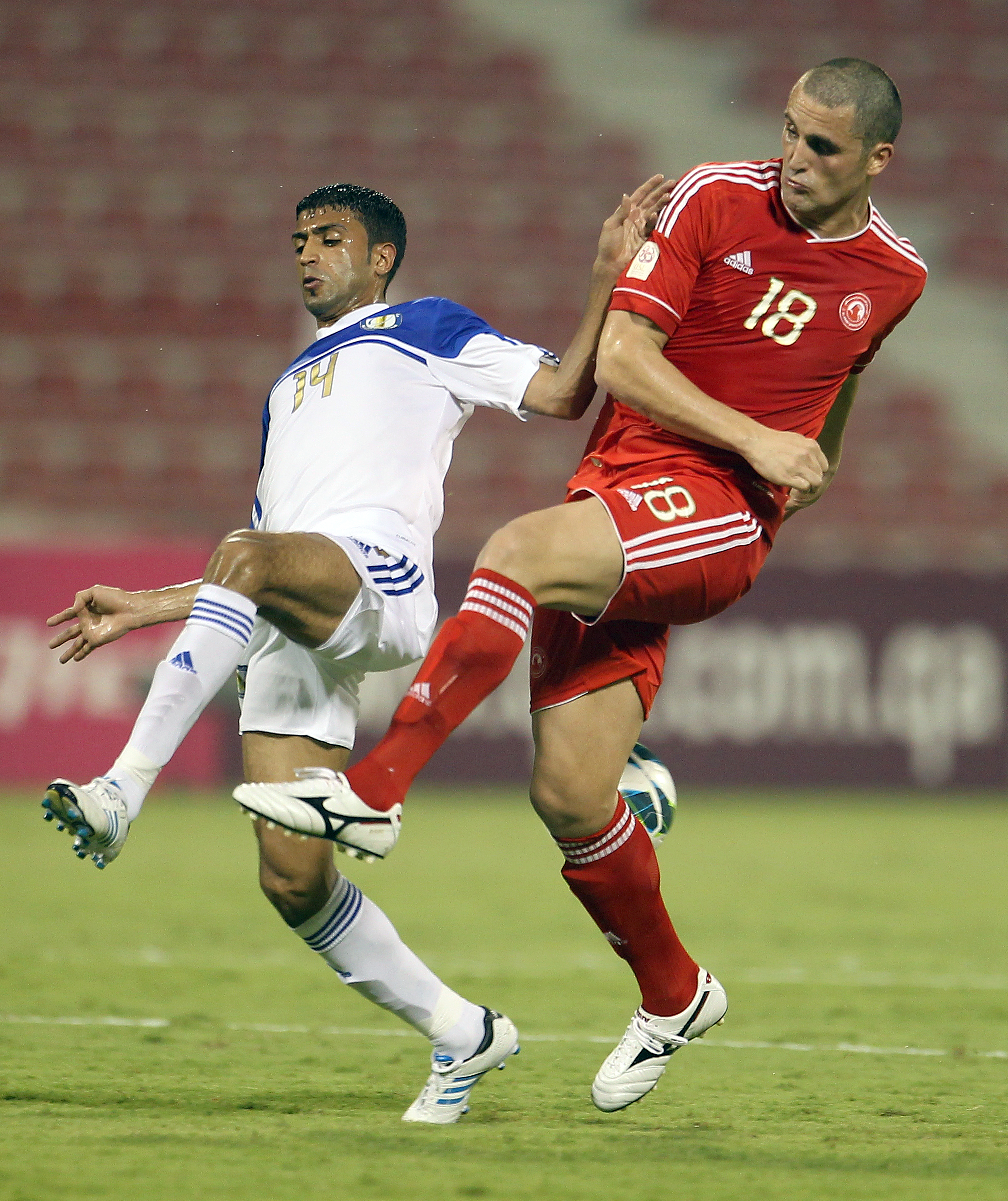
バレー（右）

大木が監督に復帰。大宮から移籍したFWバレーがこのシーズン、J2得点ランク2位の21得点を挙げる活躍。J1への自動昇格となる2位以上こそならなかったものの、仙台をかわして3位でシーズンを終えた。J1・J2入れ替え戦で柏に連勝して、J1昇格が決まった。

### 2006年 - 2007年（J1）
2006年
大木体制2年目。昇格初年度は限られた予算の中、元日本代表の林健太郎やJFLベストイレブンの宇留野純、6年ぶりにチームへ復帰した堀井岳也、札幌などでプレーしたビジュなどを獲得した。J1初戦は清水に敗れたが、J2で通用した走るサッカーが機能し始めた3戦目の川崎戦でJ1初勝利を挙げると、バレーや途中加入の茂原岳人らの活躍で横浜FMや鹿島、G大阪などに勝利。入れ替え戦出場圏内ギリギリの18チーム中15位の成績でJ1残留を決めた。
2007年

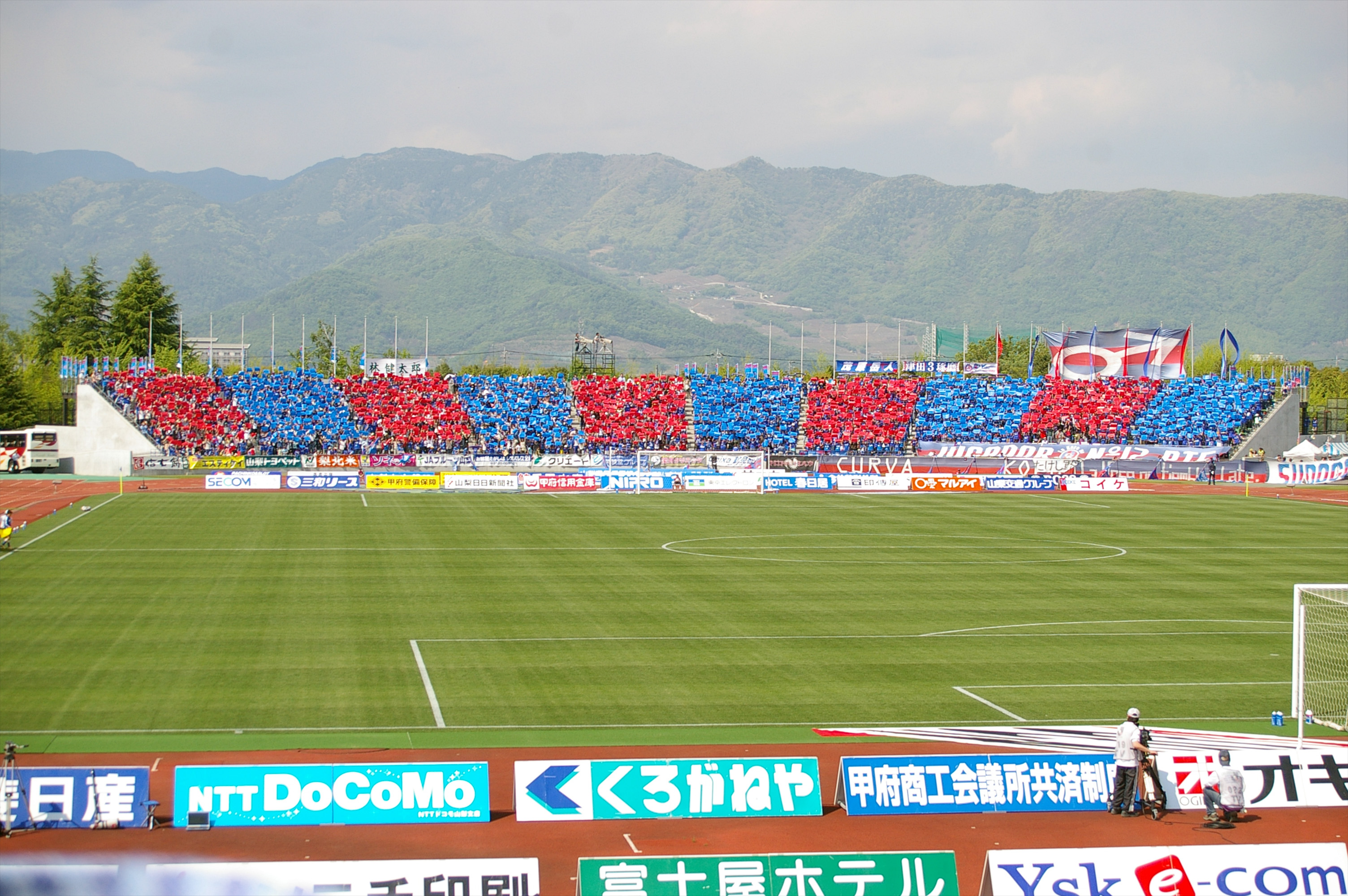
2007年J1第11節 川崎フロンターレ戦（5月13日、小瀬陸上競技場） でのコレオグラフィー

大木体制3年目。バレーがG大阪へ、倉貫一毅が京都へ、アライールがヴェラノポリスECRCへ移籍した一方、ブラジル・コリチーバFCからFWアルベルトとFC東京からDF増嶋竜也をそれぞれ期限付き移籍で獲得した。大木が新たに取り入れた戦術「クローズ」がうまく機能せず、開幕4連敗を喫し4月は3連勝などで残留争いから脱出したが、5月頃から再び連敗を重ね、第16節においてはジャッジに不満を持った茂原岳人と試合に出場していなかった林健太郎がトラブルを起こし出場停止を受けた。シーズン後半に羽地登志晃とラドンチッチの両FWを獲得し、ナビスコ杯得点王になった須藤とともに後半戦の巻き返しを図ったが、第33節で柏に1-2で敗れてJ2降格が決定した（最終順位は17位）。ナビスコ杯では初めて決勝トーナメントに進出したが、準々決勝で川崎に敗れた。シーズン終了後に大木監督が退任した。

### 2008年 - 2010年（J2）
2008年
ヘッドコーチの安間貴義が監督に就任。茂原岳人、増嶋竜也、須藤大輔などがそれぞれ移籍した一方で補強面ではジョジマール、美尾敦が復帰し、前田雅文をレンタル移籍で獲得した。リーグ戦は開幕から5戦未勝利を喫するなど、前半戦21試合を終えてわずか5勝で11位に低迷。7月にサーレスとマラニョンの2人のブラジル人FWを期限付きで獲得。急成長した大西容平とともに活躍したが、上位チームに勝てないという勝負弱さは最後まで改善されず、最終順位は7位。なお、10月に元大宮監督の佐久間悟がゼネラルマネージャーに就任した。
2009年
安間体制2年目。主力FW陣を大量放出し、かわりにマラニョンの完全移籍へ移行と金信泳、森田浩史の各FWを獲得。守備陣はGK荻晃太、DFダニエルの2人をレンタル移籍で獲得した。リーグ戦は第1クールを4位で折り返し、6月に岐阜から片桐淳至を、更に広島に在籍し9得点を挙げたガウボンの両FWを完全移籍で獲得した。リーグ戦は最終的に湘南と3位を争ったが、直接対決で敗れ、湘南と勝ち点1差の4位でシーズンを終了した。
この年、伸び悩んでいる若手の人材を育成するため、山梨学院大学と提携を結び、選手間の相互交流を行なうことになった。
2010年

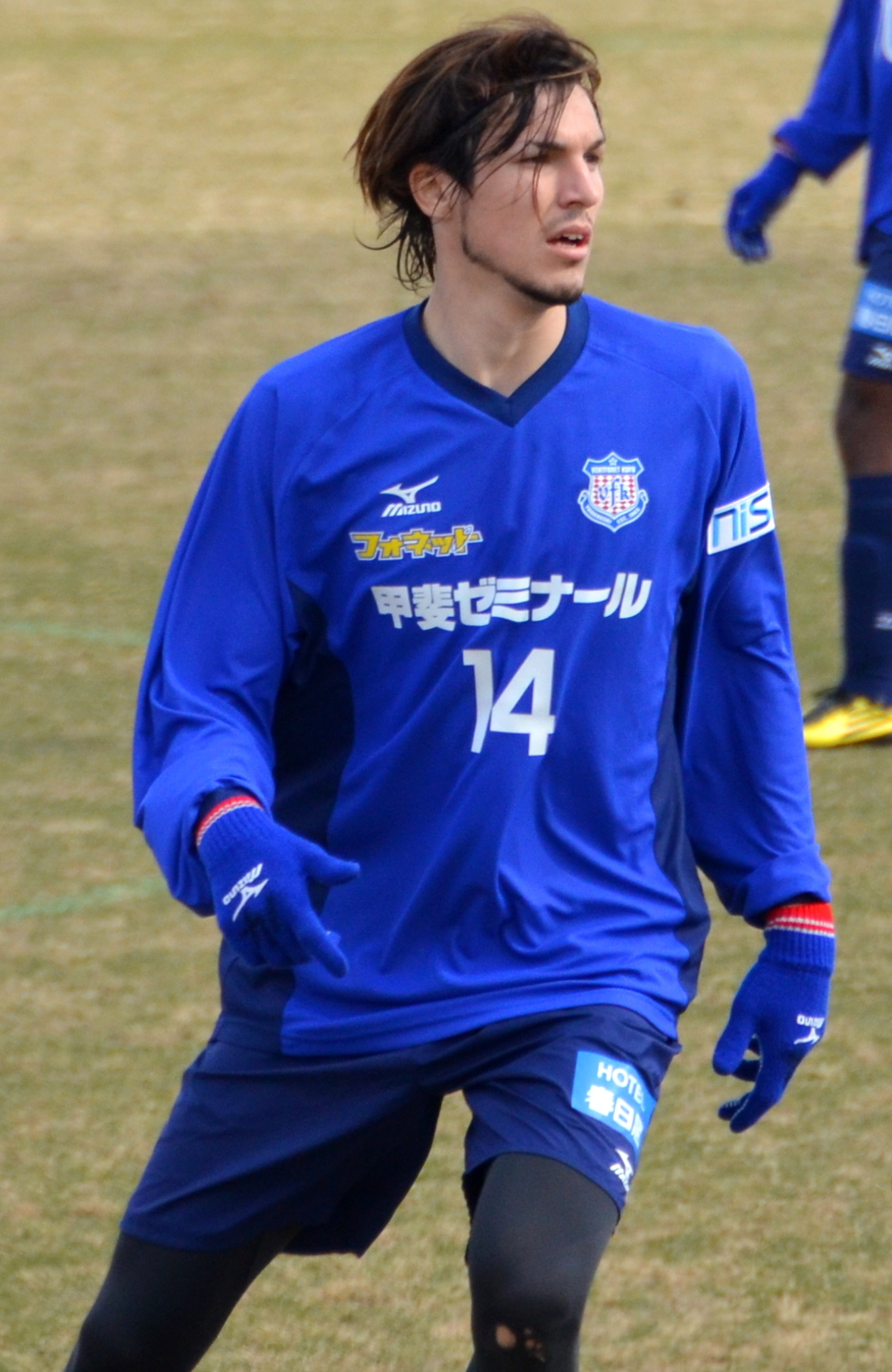
ハーフナー・マイク

安間監督が退任し、前年にヘッドコーチをしていた内田一夫が監督に就任。林健太郎とGK阿部謙作が引退、森田浩史と長年チームに在籍した杉山新が退団した一方、横浜FM（前年は鳥栖に在籍）からハーフナー・マイク、元京都のパウリーニョを完全移籍で獲得した。開幕直前に戦術を急遽変更したことから最初の4戦は1勝1分2敗であったが、その後攻撃陣が機能するようになり第13節で2位に浮上するとそのまま順位を維持。第34節の栃木SC戦に勝利し、4年ぶりのJ1復帰を決めた。J2シーズンは前回昇格した2005年より上の2位の成績を収めた。また、ハーフナーが20得点を挙げチーム初となるJ2得点王を獲得した。

### 2011年（J1）
「J1での戦い方の経験不足」など総合的な理由で内田監督との契約を打ち切り、守備強化を目的に三浦俊也が大木以来の外部招聘となる監督に就任。藤田健、秋本倫孝、マラニョン（レンタル移籍）などが退団した一方、清水から共に元日本代表のMF伊東輝悦とDF市川大祐のなどのベテラン選手を中心に獲得した。しかし元々攻撃的なパスサッカー中心の甲府にあって、三浦の採ったゾーンディフェンスからなる守備重視の戦術は全く機能せず、連敗と大量失点を重ね、7月に三浦を解任。GMの佐久間が後任の監督に就任。ハーフナー・マイク、パウリーニョ、片桐淳至、井澤惇らを中心にチームを立て直し、7月には元札幌のダヴィ、元磐田の金珍圭を獲得。ハーフナーが得点を量産したものの、最終節で大宮に敗れて降格が決定した。
シーズン終了後、ハーフナーには藤田健、秋本倫孝らの放出や三浦前監督の招聘といったチーム作りの方針を批判され、佐久間は補強した選手の質に問題があったと述べた。なお、ハーフナーが8月にクラブ初となる日本代表へ選出され、10月11日の2014 FIFAワールドカップ・アジア3次予選・タジキスタン戦で2得点を挙げてクラブ初のA代表戦での得点者となった。

### 2012年（J2）
チームスローガン：MOVE -原点からの挑戦-
佐久間がGMに戻り、元FC東京監督の城福浩が監督に就任。ハーフナー・マイク、パウリーニョ、ダニエル、市川大祐ら主力選手が退団した一方でFW高崎寛之、DF盛田剛平、DF福田健介らが加入した。14年目にして初めて開幕戦に勝利（後述）すると昨季シーズン途中に加入しながらも無得点に終わったダヴィが開幕戦から得点を量産。途中ダヴィへのマークが厳しくなったことで一時は8位に後退したが、次第に城福が取り入れたムービングフットボールが機能し始め、シーズン途中に元G大阪や清水のフェルナンジーニョが加入するとチームは再び調子を取り戻し、第26節ホーム東京V戦に勝利しチーム史上初の首位に躍り出る。その後1度も首位の座を明け渡さず、第38節湘南戦に引き分けたことで3度目のJ1昇格を、さらに第39節福岡戦に3-2で勝利し、J2優勝を決めた。ヴァンフォーレ甲府としては勿論、甲府クラブ時代を含め「全国規模のリーグ戦」で優勝したのは初めてである。第18節ホーム千葉戦で敗れた後、第19節アウェー水戸戦での勝利から最終節アウェー京都戦までJ2記録となる24戦無敗（16勝8分）でシーズンを終えた。

### 2013年 - 2017年（J1）
2013年
チームスローガン：MOVE -プロヴィンチアの挑戦-
城福体制2年目。
ダヴィ、フェルナンジーニョ、高崎寛之、永里源気、片桐淳至らが退団した一方、日本人選手は土屋征夫と青山直晃、水野晃樹を完全移籍獲得、また羽生直剛と平本一樹をレンタルで獲得した。一方で外国人補強は「決定的な力を持った外国人ストライカーの獲得については現時点では至らなかった」（佐久間GM） と言う通りレニー、ウーゴといった未知数の選手と契約したが、レニーは開幕前、昨年から唯一残ったドウグラスは4月、ウーゴも7月までに契約解除となった。さらにレニーに代わり3月に獲得した元パラグアイ代表のオルティゴサもチームの方針と合わず中断期間中の6月に解除と外国人が次々と入れ替わり、中断期間中に方針の定まらないチーム状況に対しGMが現場に説明する事態になった。シーズン途中からJリーグの経験のある外国人選手の獲得に転換し、5月に元磐田のマルキーニョス・パラナ、7月に元磐田のジウシーニョを獲得、また川崎からパトリックをレンタル移籍させた。
開幕から第10節まで3勝5分2敗で推移していたが、上述の外国人の度重なる入れ替えや極度の得点力不足により、第11節清水戦の敗戦以降コンフェデレーションズカップによる中断を挟んで8連敗を喫し、第18節終了時には降格圏の16位まで転落する。しかし、第19節以降はパトリック、ジウシーニョの加入と新たに採用した山本、佐々木、青山による3バックシステムにより守備が安定したことによって5勝8分3敗と持ち直し、最終的に16位の湘南と勝ち点12差の15位でシーズンを終了、2006年以来のJ1残留を果たした。ナビスコ杯は予選リーグで敗退。天皇杯は準々決勝で広島にPK戦で敗れチーム記録タイのベスト8となった。
2014年
チームスローガン：飛躍 -プロヴィンチアの挑戦-
城福体制3年目。
柏好文が広島へ、伊東輝悦が長野へ移籍。またパトリックが退団し、平本一樹、羽生直剛、河田晃兵とのレンタル契約を終了した。新戦力として阿部翔平、クリスティアーノを獲得し、シーズン中に阿部拓馬とキリノ を補強した。
開幕前のキャンプ中に山梨県全体を大雪が襲い、県内の練習場が使えなくなったうえ開幕戦を国立霞ヶ丘競技場に振り替えざるを得なくなるなど苦しい状況から始まる。それでも堅守とFWとして再契約された盛田剛平の活躍などによりブラジルW杯前は残留圏内に位置していたが先述の豪雪や商標権問題の解決による支払金の影響によりW杯期間中の中断ではキャンプを短縮せざるを得なくなり、再開後第15節から第22節まで8戦未勝利（5分3敗）と降格圏まで陥落。しかし9月に入り第23節の鳥栖戦で9試合ぶりの勝利を挙げると第29節まで2勝3分2敗と持ち直し、第30節の川崎戦に勝利し降格圏から脱出すると続けてC大阪と広島にも勝利。他の残留争いのチームが伸び悩んだこともあり第32節終了時点でJ1残留が決定し、最終順位は過去最高の13位。27得点はリーグワースト2位と得点力不足は否めなかったが、守備面ではリーグ2位タイの31失点と奮闘した。ナビスコ杯は3勝したものの予選リーグで敗退。天皇杯はベスト16でJ2の北九州に2年連続でPK戦で敗退。
2015年
チームスローガン：一体 -プロヴィンチアの挑戦-
チーム初となるJ1連続3シーズン目。前年を以て城福が退任。樋口靖洋が新監督に就任した。
クリスティアーノが柏レイソルにレンタル移籍したのをはじめ、佐々木翔、水野晃樹、青山直晃が移籍。キリノやマルキーニョス・パラナも退団するなど主力が大幅に入れ替わる形となった。新戦力として元徳島のアドリアーノや元浦和・長崎の野田紘史を獲得し、さらに昨年はG大阪に戻っていた河田晃兵を完全移籍で獲得した。
ところが、シーズン前にジバウが、開幕直後にエンリケも退団した。また樋口監督による新しい戦術は機能せず開幕から不振に陥り第11節終了時点で2勝9敗、さらに得点だけでなく失点までリーグ最下位に陥ったことから5月13日に樋口監督が辞任した。代わりにGMの佐久間が監督に就任、4月にはマルキーニョス・パラナを再獲得し、5月にはバレーが9年ぶりに復帰。アドリアーノ、野田がシーズン途中に退団したが戦術を昨年まで城福が取り入れたものに戻したことでその後は4勝2分と降格圏を脱出し、1stステージを12位で折り返した。2ndステージも降格圏に落ちることなく14位、総合順位は13位となり3年連続のJ1残留を決めた。ナビスコ杯は未勝利のまま予選敗退、天皇杯はベスト16で柏に敗れている。
この年のちに日本代表の主力FWになる伊東純也が神奈川大学から加入。30試合に出場し4得点をマークしている。
2016年
チームスローガン：総力 -プロヴィンチアの挑戦-
前年シーズン終了後に佐久間の退任が報じられたが留任となり佐久間体制2年目。また佐久間は監督・GMに加えて副社長に就任したことで3職兼任となった。
阿部翔平、阿部拓馬、荻晃太ら主力組や伊東純也、堀米勇輝、下田北斗ら若手が移籍。バレー、マルキーニョス・パラナもチームを去るなど退団者が相次ぐことになる。柏からクリスティアーノが復帰。その他元鹿島のジウトン（1月に契約も2月に契約解除）、元豪州代表のビリー・セレスキー、ニウソン、チュカ、田中佑昌や黒木聖仁ら他チームの主力を獲得した。
開幕戦に勝利して初めてJ1首位に立ったものの、相次ぐ選手の負傷によりその後の順位は低迷、6月に今季から復帰したクリスティアーノが古巣柏へ完全移籍してしまい1stステージは降格圏内の17位に終わった。2ndステージ開幕前に元柏のドゥドゥを補強、さらにマルキーニョス・パラナが3度目、ダヴィが2度目の復帰を果たした。この補強に伴い外国人枠の関係でニウソン、チュカが契約解除になった。残留は最終節まで持ち越され、2ndステージは13位、年間順位14位で残留が決定した。但し年間勝ち点31は残留した年で過去最低（降格した2011年の33をも下回る）、年間7勝は2007年の降格時に並ぶJ1在籍最低勝利数、得点数は32とリーグワースト3位、失点は58と前年比15も増加しリーグワースト2位タイとなった。
ナビスコ杯は4年連続予選リーグ敗退、天皇杯は初戦でJ3の大分に敗れている。
2017年
チームスローガン：進化 -プロヴィンチアの挑戦-
J1連続5シーズン目。佐久間が監督を退任（GM及び副社長は続投）、後任に柏と新潟で監督をしていた吉田達磨が就任
稲垣祥が広島へ移籍、福田健介（長崎へ移籍）、吉野峻光、盛田剛平（群馬へ移籍）、柴村直弥、渡邉将基（横浜FCへ移籍）、岡山にレンタル移籍していた秋吉泰佑、ダヴィ、ビリー・セレスキー、マルキーニョス・パラナが契約満了で退団した。新戦力は仙台からウイルソン、山口から島川俊郎、水戸から兵働昭弘、アメリカ・ミネイロからエデル・リマを獲得、ガブリエルがレンタル移籍で加入し、大卒3名が新加入し、若杉好輝がレンタル移籍先より復帰、さらに昨年京都へ移籍した堀米勇輝が2年ぶりに完全移籍で復帰した。
開幕直後の3月に千葉から阿部翔平が約1年ぶりに復帰、さらに元オーストラリア代表のオリヴァー・ボザニッチを獲得、6月にはジュニオール・バホスを獲得し、外国人枠の関係でガブリエルが登録抹消、8月には元G大阪のリンスを獲得し、外国人枠の関係で加入して2カ月のジュニオール・バホスが登録抹消、9月にはビリーを獲得し、外国人枠の関係でウイルソンが登録抹消となった。
前年課題となった守備については河田に代わり抜擢された岡大生の活躍などで改善されたもののウイルソンの不調や前年負傷したドゥドゥの回復が思わしくなかったため得点力不足は改善されず、また新潟や広島、清水など残留争いをしているチームに連敗するなど取りこぼしが多かった。途中加入のリンスの活躍で得点力の改善が見られたものの今度は肝心なところで逆転負けを喫するなどし、最終節でベガルタ仙台に勝利したものの15位の清水も勝利したことでJ2降格が決定した。
また、2001年よりプレーしていた石原克哉がこのシーズンを最後に現役引退した。

### 2018年 - 2022年（J2）
2018年
チームスローガン：完遂 -プロヴィンチアの挑戦-
6シーズンぶりにJ2で戦うことになり、吉田監督は続投。ヘッドコーチには前大宮アルディージャ監督の伊藤彰を招聘。上述の石原の他津田琢磨、保坂一成、土屋征夫（シーズン途中から京都へレンタル移籍）といったベテランが相次いで契約満了により退団。また、黒木聖仁が長崎へ、兵働昭弘が清水へ移籍（共にかつて在籍したクラブへ復帰）、新里亮も磐田へ移籍し、ドゥドゥもJ2の福岡へレンタル移籍した。一方でJ1チームからオファーのあったリンスや河田晃兵は残留し、新潟（2017年は山口でプレー）から小塚和季、新潟Sから秋山拓也、柏から湯澤聖人、富山から窪田良、湘南からジネイを完全移籍で、札幌から元日本代表FWの金園英学をレンタルで獲得。前年に怪我で選手登録を抹消されていたジュニオール・バホスと再契約した。
勝点90を目標に開幕を迎えたが、11戦を終わり2勝5分4敗と16位に低迷し1年でのJ1復帰はおろかJ3リーグ降格すら視野に入る事態に陥る。クラブは第10節終了後に吉田監督続投を確認したが11節終了後の4月30日に契約を解除、山口の元監督であった上野展裕が監督に就任するも、第40節水戸ホーリーホックに0-2で敗れ、1年でのJ1復帰はなくなった。リーグ戦こそは低迷したが、ルヴァン杯、天皇杯ともにベスト8の成績を残している。なお、シーズン終了後に上野は契約満了により退任。
2019年
チームスローガン：熱くなれ
新監督にヘッドコーチの伊藤彰が内部昇格し、ヘッドコーチには元監督の内田一夫が8年ぶりに復帰。阿部翔平、窪田良、瀬戸貴幸、フェフージン、ジエゴ、リンスが退団。期限付きで加入していた高野遼が横浜Mへ復帰、清水航平が広島へ移籍した。さらに小塚和季と島川俊郎が大分へ、秋山拓也が徳島へ、道渕諒平が仙台へ、堀米勇輝が千葉へ移籍した。新加入選手では中山陸(←東海大相模高)、宮崎純真(←山梨学院高)の2選手が入団。補強ではドゥドゥ(←福岡)が期限付き移籍から復帰し、金園英学が完全移籍で残留。徳島から元J1得点王のピーター・ウタカ、大宮から横谷繁、川崎Fから武岡優斗、名古屋から内田健太、金沢から小柳達司と佐藤洸一、YS横浜から後藤京介を獲得し、前年に契約満了となっていた田中佑昌と再契約。夏にはエストリル(ポルトガル)からアラーノ、群馬から小泉勇人が期限付き移籍で加入。小泉と入れ替わる形で後藤が群馬へ期限付き移籍したほか、ジュニオール・バホス(→岐阜)、入間川景太(→長野)も期限付き移籍した。
開幕戦は引き分けるが、第9節の水戸戦までチームは開幕8戦負け無し、一時は首位に立つなどスタートダッシュに成功するも、夏場には2度の連敗を喫しプレーオフ圏外に転落するが、怪我から戦列復帰した金園の活躍ぶりで山形、徳島、京都など昇格争いのライバルから勝ち点を奪い、上昇気流に。そして、ホームで迎えた第40節のアビスパ福岡戦で勝利しプレーオフ圏内に浮上。結果としてチームは終盤戦10試合で6勝3分け1敗の猛チャージを見せ、5位でJ1参入プレーオフに進出した。
プレーオフ1回戦では4位の徳島と対戦。1-1の引き分けに終わるが大会レギュレーションにより敗退、J1昇格を逃した。なお、この年限りで松橋優と小椋祥平が現役を引退した。
天皇杯は2年連続でベスト8に進出した。
2020年
チームスローガン：AGGRESSIVE
伊藤体制2年目。渋谷洋樹が8年ぶりにヘッドコーチに復帰し、内田一夫をコーチに配置転換した。
前述の松橋優と小椋祥平(ともに引退)、エデル・リマ、横谷繁、武岡優斗、佐藤洸一、田中佑昌とベテラン選手が契約満了で退団したほか、小出悠太と佐藤和弘が大分へ、ピーター・ウタカと曽根田穣が京都へ、湯澤聖人が福岡へ、森晃太が山口へ移籍した。
補強では中村亮太朗(←中央大)、中塩大貴(←立正大)の2人の大卒新人選手を迎え、バホス(←岐阜)と入間川(←長野)が期限付き移籍から復帰。前年の夏に途中加入の小泉勇人が完全移籍で加入し、横浜Mから泉澤仁、岡山から武田将平、大宮から山田陸を期限付き移籍で、鳥栖から藤田優人、FC東京から野澤英之、福岡から松田力、フィゲイレンセFCから元·大宮のラファエルを獲得。主力も含め、選手の大幅な入れ替えと選手層の若返りが進んだ。
新型コロナウィルスの感染拡大を受け、開幕戦のあとから4ヶ月にわたりリーグ戦が中断。また、中断期間の間にキャンプで練習参加していたハーフナー・マイクが8年ぶりに復帰し、夏の移籍ウインドウでは、元·栃木のメンデスを獲得した。再開後は大会レギュレーションの変更により、降格がなく、プレーオフ開催が取りやめとなり、昇格は2チームに狭められた。
また、天皇杯もJ2からはリーグ優勝した徳島ヴォルティスのみの出場となったため不参加となり、日程表も変更されて中2日での5連戦が6ヶ月続く超過密日程が敷かれ、例年にないシーズンとなった。過密日程を戦ううえで選手のコンディション調整、連戦疲労を軽減すべく、積極的にターンオーバーを採用し、若手の出場機会を増加させるなどチーム全体で総力戦を展開。リーグ4番目に少ない敗戦数(9敗)ながらも、1点リードの終盤での失点、ビハインドからの逆転勝ちの少なさなど勝ちきれない試合が目立ち、リーグ最多の引き分け数(17分け)を記録。結果として3位の長崎と勝ち点差15(長崎80、甲府65)と大きく引き離される形で4位に終わった。
2021年
チームスローガン：未来へ Unite for the Next
伊藤体制3年目。コーチにU-15監督の大柴克友が就任し、内田一夫はU-18監督に就任した。
外国人選手はメンデスが残留し、ドゥドゥ、ラファエル、バホスの3選手が退団し、新たにウィリアン・リラ(完全移籍)、パウロ·バイヤ(期限付き移籍)を獲得した。日本人選手では金園英学、藤田優人、橋爪勇樹(→引退)、入間川景太、後藤京介、岡大生、ハーフナー・マイクが契約満了で退団。武田将平(→京都)、今津佑太(→広島)、太田修介(→町田)、中塩大貴(→横浜FC)、松田力(→C大阪)、内田健太(→愛媛)と主力も流出。須貝英大(←明治大)、長谷川元希と関口正大(←法政大)、野澤陸(←産業能率大)、鳥海芳樹(←桐蔭横浜大)の5人の大卒選手が入団し、補強では広島から野津田岳人が期限付き移籍で加入し、泉澤仁と山田陸が完全移籍で残留。大分から三平和司、愛媛から有田光希、清水から金井貢史、岐阜から北谷史孝、長野から浦上仁騎を獲得した。
レギュレーションでは昨年に引き続きプレーオフの開催はなく昇格枠は2のままではあるが、J1からの降格が4チームになることに伴いJ2も降格枠が4に拡大。さらに、前年に開催予定だった東京2020オリンピックの開催に伴い、大会期間中のリーグ戦の中断が決まった。
チームは開幕から好不調の波が大きく、開幕から4戦負け無しとスタートダッシュに成功するが第5節で町田ゼルビアに敗れて以降は4戦勝ちなしと停滞。昇格圏との勝ち点差を広げられた中で迎えた5月は4勝2分けと好調な戦いぶりを見せるが6月にはわずか1勝と再び低調。オリンピック中断前の7月は3戦全勝で終えるが、中断明け後の8月は一転して4戦未勝利(2敗2分け)に終わる。天皇杯では2回戦から出場し、北信越リーグ1部の福井ユナイテッドFCに敗退。
中断期間中に中山陸が富山に育成型期限付き移籍し、金井が加入後わずか半年で琉球へ移籍した。9月には2012年に甲府でプレーしていた高崎寛之が練習参加、10月1日に加入が発表された。
その後、チームはリーグ終盤戦で勝ち点を大きく積み上げ逆転昇格へ望みを繋ぐ。第41節のレノファ山口戦で勝利し、勝ち点差5で追う2位の京都が敗れれば最終節の結果次第で逆転昇格という可能性が残ったが、京都が引き分けたため逆転昇格の可能性が消滅した。
最終成績は3位で、伊藤体制では過去最多となる勝ち点80でシーズンを締めくくった。
2022年
　　チームスローガン：躍進　Unite for the next
伊藤監督，渋谷ヘッドコーチ、山岸GKコーチが退任。
後任は監督に4年ぶりに吉田達磨が、ヘッドコーチには大宮から大塚真司、GKコーチには、松本から中川雄二が就任した。
泉澤仁(→大宮)、メンデス(→京都)、野津田岳人(→広島)、中村亮太朗(→鹿島)、有田光希(→鹿児島)、小柳達司(→秋田)が移籍。パウロ・バイヤは期限付き移籍満了(→FCカスカヴェウ)、高崎寛之(→引退)が退団した。新加入選手では、飯島陸(←法政大)、林田滉也(←関東学院大)、山内康太(←日本大)、大和優槻(←柏U18)が入団。補強では、期限付き移籍でC大阪から松本凪生、大宮から石川俊輝、期限付き移籍満了で富山から中山陸が復帰、新たに外国人選手ではレナト・ヴィスキが完全移籍で、ブルーノ・パライバが期限付き移籍で加入した。
レギュレーションは3年ぶりにJ1参入プレーオフが実施されJ2からは最大3チームJ1への昇格が可能となり、降格は2チームへと変更になった。
リーグ戦は開幕戦の岡山に1-4で敗れるとその後は昇格争いに絡むことはなく、6月には9年以上在籍し2020年よりキャプテンを務めていた新井涼平と双方合意による契約解除。終盤の33節から40節には2001年第21節から第27節以来となるJ2リーグ戦7連敗を喫するなどJ2残留が決まったのが残り2試合の第40節と大きく低迷。その後の41節、最終節は勝利したものの、11勝15分16敗の18位でシーズンを終えた。
天皇杯初優勝

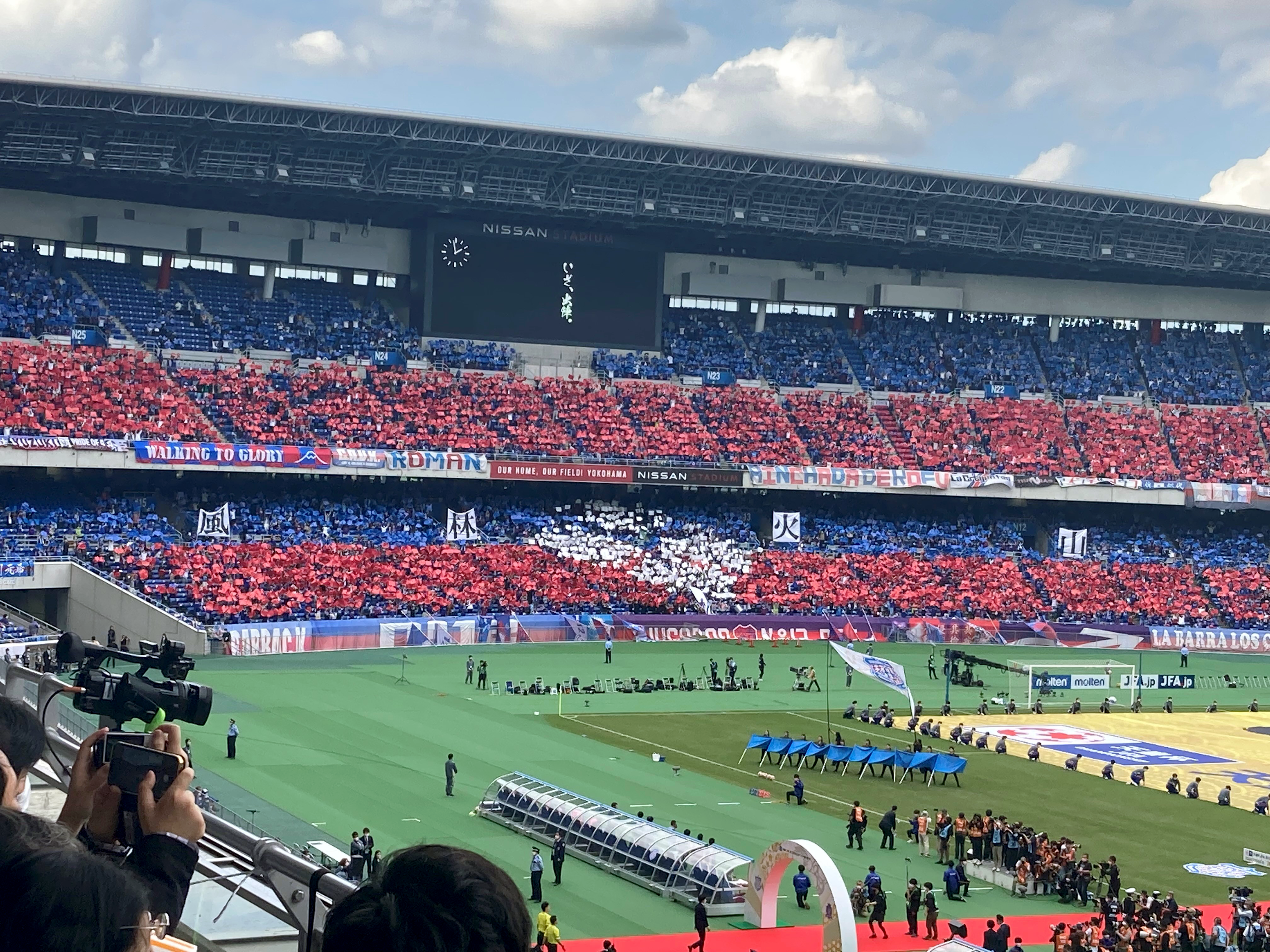
第102回天皇杯決勝（10月16日、日産スタジアム）でのコレオグラフィー

リーグ戦と並行して行われた天皇杯 JFA 第102回全日本サッカー選手権大会では初戦（2回戦）で環太平洋大学に5-1で勝利すると3回戦では札幌に2-1、ベスト16で鳥栖に3-1、準々決勝で福岡に延長戦の末2-1とJ1勢相手に次々と勝利し、クラブ史上初となる天皇杯準決勝に進出。さらに準決勝の鹿島戦も前半37分に宮崎のゴールで先制するとこのリードを守り切り1-0で勝利し、決勝に進出した。
決勝では広島相手に前半26分に三平が先制のゴールを決めるも後半39分に追いつかれ1-1で延長戦に突入。延長後半10分にPKを与えるも河田がこれを阻止して延長でも決着がつかずPK戦となる。それぞれ3人が決めた後、広島の4人目を河田が再度セーブしたのに対し甲府は4人目が決めたことでリードし、最後は山本が決めて5-4で優勝を遂げた。
J2チームとしては2011年のFC東京以来の優勝、かつJ2チームが決勝でJ1チームを倒し優勝するのは史上初（FC東京は決勝の相手が当時J2の京都であった）のことである。また、この優勝によりチーム初のAFCチャンピオンズリーグおよびFUJIFILM SUPER CUPの出場権を獲得した。
天皇杯は優勝したものの、リーグ戦の低迷もあり吉田は1年で契約満了により退任となった。

### 2023年 - 2024年（J2&ACL）
2023年
　　チームスローガン：疾風怒濤～Unite for the Next～
前身の甲府クラブでプレー歴があり、福岡やFC東京、清水で監督・コーチを歴任した篠田善之（甲府市出身）が監督に就任。2000年の塚田雄二以来となる県出身者の監督が誕生した。北谷史孝と野澤英之が引退し、山田陸（→名古屋）、浦上仁騎（→大宮）、石川俊輝（→大宮）、岡西宏祐（→藤枝）、米原秀亮（→松本）、小泉勇人、リラ、レナト、フォゲッチ、イゴールが退団した。新戦力では井上詩音と遠藤光（←専修大）、一瀬大寿（←山梨学院大）、水野颯太（←桐蔭横浜大）、三浦颯太（←日体大）が入団。補強では、ピーター・ウタカが京都から、中山陸が松本から復帰したほか、武富孝介（←京都）、佐藤和弘（←松本）、渋谷飛翔（←名古屋）、松本孝平（←讃岐）が完全移籍で、土肥航大（←広島）、神谷凱士（←川崎）、品田愛斗（←FC東京）が期限付き移籍で加入した。8月にも、クリスティアーノ(←長崎)、松田陸（←セレッソ大阪）、マイケル・ウッド（←京都）が期限付き移籍で加入。中村亮太朗（←鹿島）も期限付きで復帰した。完全移籍で、過去にいわきFCに所属していた、ルーカス・マセドがポルトガルから加入した。
リーグ戦は前半戦を5位で折り返すも、7月にキャプテンの須貝英大が鹿島へ移籍すると8月以降は7戦未勝利を喫してしまい、一時は10位まで順位を落としてしまう。その後は9戦負けなしで6位まで順位を上げるも、最終節の山形に敗れ8位で終了した。FUJIFILM SUPER CUP 2023は横浜FMに敗れ、天皇杯は2年連続で鹿島に勝利したがベスト16で神戸に敗れている。
AFCチャンピオンズリーグ2023/2024　グループステージ

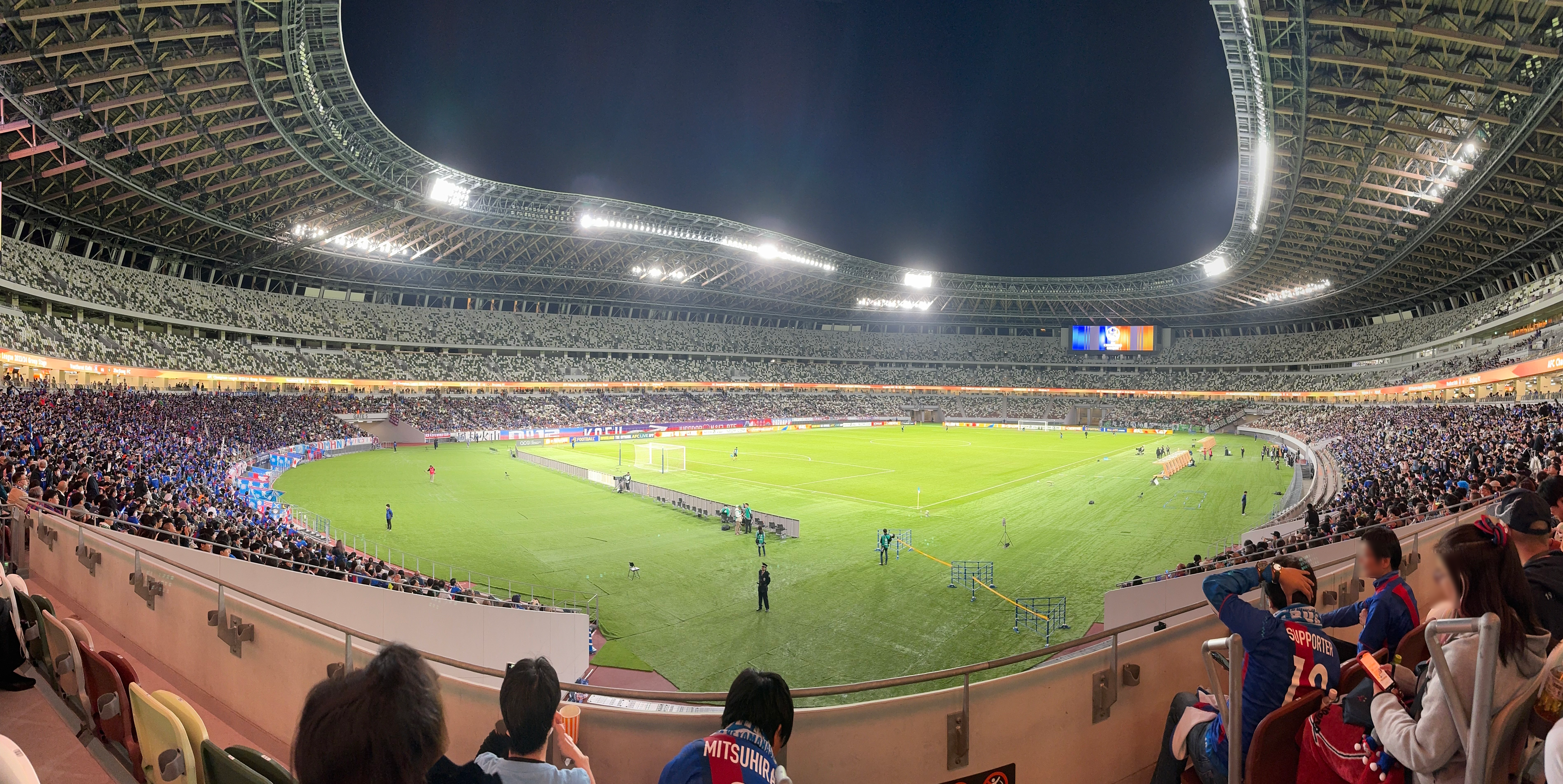
AFCチャンピオンズリーグ 対浙江戦（国立競技場、2023年11月8日）

天皇杯優勝枠でAFCチャンピオンズリーグ2023/24（ACL2023/24）への出場権を獲得。ライセンス上の問題はないが、本拠地のJIT リサイクルインク スタジアムが開催規定に達していないため、国立競技場をホームとして使用することとなった（後述）。
2023年8月24日にグループステージの組み合わせ抽選が行われ、甲府はメルボルン・シティFC（オーストラリア）、ブリーラム・ユナイテッドFC（タイ）、浙江FC（中国）と共にグループHに入った。
9月20日の初戦・メルボルン戦（アウェー）は、飛行機を乗り継ぎながら片道25時間かけて移動した。さらにリーグ戦では昇格争いをしていたため主力の多くを日本に残してサブ組主体となるターンオーバーで挑んだ。300人を超えるサポーターがメルボルンに駆け付け、甲府はシュート18本を放つも得点できず0-0で引き分けたが、J2チームとして初となるACLでの勝ち点を獲得した。
10月4日のブリーラム戦（ホーム）では、事前に新宿駅・渋谷駅に広告を掲出しプロモーションを実施。X（旧Twitter）の公式アカウントでは「#甲府にチカラを」というハッシュタグを用意し応援を呼びかけたところ、甲府以外の他クラブのサポーターも駆け付け、普段応援しているクラブのユニフォームを着ながら甲府を応援した。試合は後半45分に長谷川元希がヘディングで挙げたゴールが決勝点となって1-0で勝利。甲府として、そしてJ2クラブとしてACL初得点かつ初勝利を挙げている。
10月25日の浙江FC戦（アウェー）は相手の速攻から失点を重ね0-2で敗れたが、11月8月の浙江FC戦（ホーム）では4-1で勝利し、この時点でグループH首位に躍り出る。11月29日に国立で迎えた2位・メルボルン戦（ホーム）では先制されるも前半のうちに逆転し、後半に逆転を許すも再び追いつき3-3の引き分けに持ち込んで首位をキープ。そして12月12日のグループリーグ最終節・ブリーラム戦（アウェー）は3-2で勝利し1位でグループステージ突破・決勝トーナメント進出を決めた。なお、2部リーグのチームがACLのグループリーグを突破するのは各国を含めて史上初めてである。
2024年
チームスローガン：緊褌一番～Unite for the Next～
前季に引き続き、篠田監督が指揮を取る。長谷川元希（→新潟）、三浦颯太（→川崎）、井上詩音(→名古屋)が完全移籍で退団。期限付き移籍満了で、松本凪生、中村亮太朗、蓮川壮大、ジェトゥリオ、クリスティアーノ、マイケル・ウッド、品田愛斗、松田陸らが、契約満了でルーカス・マセドが退団。甲府からの期限付き移籍で松本孝平（→富山）、大和優槻（→岩手）が退団。新戦力として、孫大河（←鳥栖）、村上千歩（←専修大）、井上樹（←明治大）、三沢直人(←京都)、ファビアンゴンザレス(←磐田)、アダイウトン（←東京）、今津佑太(長崎)、ヘナトアウグスト（←清水）が加入。また期限付き移籍で、木村卓斗（←横浜FM）、飯田貴敬(←京都)が加入。川崎から、期限付き移籍していた神谷凱士が完全移籍に移行し残留。
AFCチャンピオンズリーグ2023/2024　ノックアウトステージ
ノックアウトステージラウンド16は2023年12月28日に行なわれた抽選の結果、韓国の蔚山現代FCと対戦する事に決定。2024年2月15日にアウェイで蔚山文殊サッカー競技場で、2024年2月21日にホームとして国立競技場で開催が決定した。

## 各記録

### チーム記録

#### 最多得点試合
| Div. | H & A    | スコア | 試合日                  | 対戦相手           |
| ---- | -------- | ------ | ----------------------- | ------------------ |
| J1   | ホーム   | 4-3    | 2007年第5節 (4月7日)    | ヴィッセル神戸     |
| J1   | ホーム   | 4-3    | 2011年第23節 (7月16日)  | ガンバ大阪         |
| J1   | アウェー | 4-0    | 2011年第29節 (10月15日) | セレッソ大阪       |
| J2   | ホーム   | 6-1    | 2004年第19節 (6月23日)  | 横浜FC             |
| J2   | ホーム   | 6-0    | 2009年第23節 (6月24日)  | アビスパ福岡       |
| J2   | ホーム   | 6-0    | 2010年第33節 (11月7日)  | ギラヴァンツ北九州 |
| J2   | ホーム   | 6-2    | 2018年第16節 (5月26日)  | 大分トリニータ     |
| J2   | アウェー | 5-1    | 2003年第6節 (4月12日)   | 横浜FC             |
| J2   | アウェー | 5-1    | 2024年第1節 (2月25日)   | 徳島ヴォルティス   |

#### 最多失点試合
| Div. | H & A    | スコア | 試合日                  | 対戦相手               |
| ---- | -------- | ------ | ----------------------- | ---------------------- |
| J1   | ホーム   | 1-6    | 2007年第14節 (6月10日)  | ジュビロ磐田           |
| J1   | アウェー | 1-5    | 2006年第17節 (8月12日)  | 名古屋グランパスエイト |
| J1   | アウェー | 0-5    | 2007年第29節 (10月21日) | ガンバ大阪             |
| J1   | アウェー | 1-5    | 2013年第12節 (5月18日)  | サンフレッチェ広島     |
| J2   | ホーム   | 3-5    | 1999年第25節 (9月10日)  | FC東京                 |
| J2   | ホーム   | 1-5    | 2001年第26節 (8月14日)  | サガン鳥栖             |
| J2   | アウェー | 1-6    | 1999年第4節 (4月4日)    | アルビレックス新潟     |
| J2   | アウェー | 0-6    | 1999年第9節 (5月2日)    | コンサドーレ札幌       |

#### 最多連勝記録
J1リーグ戦
3連勝 (2007年第7節（4月21日）から第9節（5月3日）)
J2リーグ戦
6連勝 (2012年第23節（7月8日）から第28節（8月12日）)

#### 最多連敗記録
J1リーグ戦
8連敗 (2013年第11節（5月11日）から第18節（7月31日）)
J2リーグ戦
19連敗 (2000年第13節（5月18日）から第32節（9月11日）)

### 個人記録

#### 通算最多出場者
通算はリーグ戦とカップ戦（天皇杯、Jリーグカップ）のみ。プレシーズンマッチ、引退試合、練習試合などは省略する。
- 通算

619試合 -  山本英臣 (初出場2003年3月15日 vs.サガン鳥栖戦)
- リーグ戦

554試合 -  山本英臣

#### 通算出場試合上位
JリーグのJ1・J2リーグ戦のみ。太字は2023
年開幕時点での在籍選手。記録は2022年シーズン終了時点。
| 順 | 選手名            | 出場試合数 | 在籍期間    | 備考                               |
| -- | ----------------- | ---------- | ----------- | ---------------------------------- |
| 1  | 山本英臣（ 日本） | 554試合    | 2003-       |                                    |
| 2  | 石原克哉（ 日本） | 467試合    | 2001-2017   | リスト・オブ・ワン・クラブ・マン   |
| 3  | 藤田健（ 日本）   | 354試合    | 2001-2010   |                                    |
| 4  | 倉貫一毅（ 日本） | 246試合    | 2000-2006   |                                    |
| 5  | 池端陽介（ 日本） | 218試合    | 2002-2010   |                                    |
| 6  | 杉山新（ 日本）   | 217試合    | 2003-2009   |                                    |
| 6  | 河田晃兵（ 日本） | 217試合    | 2013、2015- | GK最多。                           |
| 8  | 新井涼平（ 日本） | 208試合    | 2013-2022   |                                    |
| 9  | 荻晃太（ 日本）   | 188試合    | 2009-2015   |                                    |
| 10 | 津田琢磨（ 日本） | 179試合    | 2003-2017   | 2008年はシーズン途中まで愛媛在籍。 |

参考
- 伊東輝悦（ 日本）（J1リーグ通算517試合試合出場。うち甲府ではJ2リーグ含め59試合に出場し、2011年7月6日J1リーグ第5節・ガンバ大阪戦で史上初のJ1リーグ500試合出場を達成。）
- 仲田健二（ 日本）（リスト・オブ・ワン・クラブ・マン。J2ではリーグ146試合、旧JFLを含めると228試合に出場）

#### 通算最多得点
- 43得点 -  バレー (初出場：2005年3月5日 vs.札幌戦)

#### 最多連続得点試合
- 5試合
  -  バレー (2005年J2第11節（5月7日）から第15節（6月4日）)
  -  ダヴィ (2012年J2第35節（9月23日）から第39節（10月21日）)

#### シーズン最多得点
J1リーグ戦
17得点 -  ハーフナー・マイク (2011年)
J2リーグ戦
32得点 -  ダヴィ (2012年)

#### 通算チーム得点上位
2014シーズン終了時点。得点数はリーグ戦のみ。
| 順 | 選手名                      | 得点数 | 在籍期間       | 備考                    |
| -- | --------------------------- | ------ | -------------- | ----------------------- |
| 1  | バレー（ ブラジル）         | 43得点 | 2005-2006 2015 | 入れ替え戦の7得点を除く |
| 2  | 藤田健（ 日本）             | 41得点 | 2001-2010      |                         |
| 3  | ハーフナー・マイク（ 日本） | 37得点 | 2010-2011 2020 |                         |
| 3  | マラニョン（ ブラジル）     | 37得点 | 2008-2010 2015 |                         |
| 5  | ダヴィ（ ブラジル）         | 33得点 | 2011-2012 2016 |                         |

#### ハットトリック
|          | 得点数 | 氏名               | 達成日                       | 対戦相手 |
| -------- | ------ | ------------------ | ---------------------------- | -------- |
| J1       |        | 達成者なし         |                              |          |
| 入替戦   | 6得点  | バレー             | 2005年12月10日 (第2戦)       | 柏       |
| J2       | 4得点  | バロン             | 2004年5月2日 (第9節)         | 水戸     |
| J2       | 3得点  | ジョルジーニョ     | 2002年10月19日 (第38節)      | 福岡     |
| J2       | 3得点  | 山崎光太郎         | 2004年6月23日 (第19節)       | 横浜FC   |
| J2       | 3得点  | バレー             | 2005年5月28日 (第14節)       | 徳島     |
| J2       | 3得点  | マラニョン         | 2010年4月29日 (第9節)        | 札幌     |
| J2       | 3得点  | ハーフナー・マイク | 2010年11月7日 (第33節)       | 北九州   |
| カップ戦 | 3得点  | 須藤大輔           | 2007年7月7日 (準々決勝第1戦) | 川崎     |

#### 記念ゴール
|    | ゴール数 | 氏名           | 達成日                    | 対戦相手 |
| -- | -------- | -------------- | ------------------------- | -------- |
| J2 | 2500     | ジョルジーニョ | 2002年11月10日 (J2第42戦) | 鳥栖     |
| J2 | 3500     | バロン         | 2004年6月26日 (J2第20戦)  | 京都     |
| J2 | 8000     | 大西容平       | 2009年10月4日 (J2第43戦)  | 東京V    |

## タイトル

### 国内タイトル
- J2リーグ：1回
  - 2012
- 天皇杯 JFA 全日本サッカー選手権大会：1回
  - 2022

### 個人
- J1リーグ
  - Jリーグベストイレブン
    -  ハーフナー・マイク (2011年)

  - フェアプレー個人賞
    -  田中佑昌 (2016年)
- Jリーグカップ
  - 得点王
    -  須藤大輔 (2007年、6得点)
    -  クリスティアーノ (2014年、6得点)
- J2リーグ
  - 得点王
    -  ハーフナー・マイク (2010年、20得点)
    -  ダヴィ (2012年、32得点)

  - 月間MVP
    -  曽根田穣 (2019年11月)
    -  泉澤仁 (2021年6月)
    -  長谷川元希 2021年11・12月)

  - 月間優秀監督賞
    -  伊藤彰 (2021年5月、2021年10月)
- ジャパンフットボールリーグ
  - ベスト11
    -  バロン (1998年)

### その他表彰
- J1フェアプレー賞
  - 2015年
- J2フェアプレー賞
  - 2018年-2022年

## スタジアム
ホームスタジアムは、JIT リサイクルインク スタジアムである。過去のホームゲーム開催スタジアムは「当項目」を参照のこと。
2014年シーズン開幕戦2週間前に山梨県地方を襲った大雪により、山梨県小瀬スポーツ公園が陸上自衛隊の拠点として使用されたことなどもあり、陸上競技場の除雪作業、および試合への使用が難しいと判断され、同年2月21日の第1節の鹿島アントラーズ戦の会場が国立霞ヶ丘競技場に変更された。
AFCクラブチャンピオンズリーグではJIT リサイクルインク スタジアムが開催規定にある「個別席で、背もたれが30センチ以上あるもの、なおかつそれを5000席以上設置すること」および「VIPルームがあること」の基準に達しておらず、山梨県外への代替地を探すことになった。その結果Jリーグの中立地である国立競技場を使用することで申請を行い、アジアサッカー連盟（AFC）から国立をホームとしてACLクラブライセンスが発行されている。

## ユニフォーム

### チームカラー
- ブルー[1]

### ユニフォームスポンサー
| 掲出箇所   | スポンサー名             | 表記                         | 掲出年                   | 備考                            |
| 胸         | はくばく                 | はくばく                     | 2001年 - 2006年 2009年 - | 2007年 - 2008年は背中           |
| 鎖骨       | 日本ネットワークサービス | NNS 日本ネットワークサービス | 2019年 -                 | 左側に表記                      |
| 鎖骨       | レオ                     | REO                          | 2022年4月 -              | 右側に表記                      |
| 背中上部   | 山梨中央銀行             | 山梨中央銀行                 | 2017年 -                 | 2015年 - 2016年は袖             |
| 背中下部   | コイケ                   | KOIKE                        | 2016年 -                 | 2016年 - 2021年は「コイケ」表記 |
| 袖         | クスリのサンロード       | クスリの サンロード          | 2018年 -                 |                                 |
| パンツ前面 | マルアイ                 | 〇愛 MARUAI                  | 2018年 -                 |                                 |
| パンツ背面 | 山梨日日新聞             | 山梨日日新聞                 | 2021年 -                 |                                 |

### ユニフォームサプライヤーの遍歴
- 1997年：アンブロ
- 1998年：ペナルティ
- 1999年 - 2002年：エレーネ
- 2003年 - 2006年：デレルバ
- 2007年 - 2010年：アンブロ
- 2011年 - 現在：ミズノ

### ユニフォームデザイン
- 甲府クラブ時代は武田氏の赤備えをイメージする赤一色であったが、ヴァンフォーレになってからはホームは青、アウェーは白を基調としている。
- Jリーグ参入後にサプライヤーがエレーネとなり、ホームユニフォームは青と一部分が白であった。
- デレルバになった2003年から甲府クラブ時代の基調であった赤色が入るようになった。他のサプライヤーは2年ごとにデザインが変更されるが、デレルバ時代のみ毎年デザインが変更されている。
- アンブロになった2007年からは水色に近い色になり、袖などの一部分が赤や白だったのを除き青色部分が多くなった。
- ミズノになった2011年から再び青色が濃くなり、赤色のストライプが入るようになっている。
- 2023年から右上の胸部に星のエンブレムが付けられるようになった。
- 夏季ホームゲーム数試合では記念ユニフォームを着用することがある。
  - 2015年：山梨県内各市町村の地図がちりばめられたもの
  - 2016年：ゴール裏の光景と星空
  - 2017年：紫色に葡萄のイラスト
  - 2018年：山梨特産の水晶
  - 2019年：シーズンスローガン「熱くなれ」、信玄公の「兜」、武田軍の「赤備え」をイメージ[31]
  - 2020年：スタジアムを中心とした甲府盆地の夜景[32]。
  - 2021年：甲斐犬をイメージした虎毛のイメージ[33]。
  - 2022年：エンブレムを拡大化したイメージ[34]。
- 2023年は記念ユニフォームの代わりにACL専用ユニフォームが用意され、大きくV字を描いたイメージである[35]。

### 歴代ユニフォーム
| FP 1st      | FP 1st      | FP 1st      | FP 1st      | FP 1st      |
| ----------- | ----------- | ----------- | ----------- | ----------- |
| 1999 - 2000 | 2001 - 2002 | 2003        | 2004        | 2005        |
| 2006        | 2007 - 2008 | 2009 - 2010 | 2011 - 2012 | 2013 - 2014 |
| 2015 - 2016 | 2017 - 2018 | 2019 - 2020 | 2021        | 2022        |
| 2023        | 2024        | 2025 -      |             |             |
|             |             |             |             |             |

| FP 2nd      | FP 2nd      | FP 2nd      | FP 2nd      | FP 2nd      |
| ----------- | ----------- | ----------- | ----------- | ----------- |
| 1999 - 2000 | 2001 - 2002 | 2003        | 2004        | 2005        |
| 2006        | 2007 - 2008 | 2009 - 2010 | 2011 - 2012 | 2013 - 2014 |
| 2015 - 2016 | 2017 - 2018 | 2019 - 2020 | 2021        | 2022        |
| 2023        | 2024        | 2025 -      |             |             |
|             |             |             |             |             |

| FP Other                      | FP Other      | FP Other       | FP Other         | FP Other         |
| ----------------------------- | ------------- | -------------- | ---------------- | ---------------- |
| 2015 · SUMMER                 | 2016 · SUMMER | 2017 · SUMMER  | 2018 · SUMMER    | 2019 · SUMMER    |
| 2020 · SUMMER                 | 2021 · SUMMER | 2022 · LIMITED | ACL2023/24 · 1st | ACL2023/24 · 2nd |
| 2024 · SUMMER · Vivid × Vital |               |                |                  |                  |
|                               |               |                |                  |                  |

### 歴代ユニフォームスポンサー表記
| 年度 | 箇所      | 箇所                         | 箇所       | 箇所                 | 箇所     | 箇所                | 箇所               | 箇所         | サプライヤー |
| 年度 | 胸        | 鎖骨左                       | 鎖骨右     | 背中上部             | 背中下部 | 袖                  | パンツ前面         | パンツ背面   | サプライヤー |
| 1997 | TOSHIBA   | 解禁前                       | 解禁前     | -                    | 解禁前   | TOKYO DOME          | -                  | 解禁前       | UMBRO        |
| 1998 | NTTDoCoMo | 解禁前                       | 解禁前     | DIRECTV              | 解禁前   | -                   | -                  | 解禁前       | PENALTY      |
| 1999 | -         | 解禁前                       | 解禁前     | -                    | 解禁前   | -                   | -                  | 解禁前       | nr(ennerre)  |
| 2000 | - / index | 解禁前                       | 解禁前     | -                    | 解禁前   | -                   | -                  | 解禁前       | nr(ennerre)  |
| 2001 | はくばく  | 解禁前                       | 解禁前     | index                | 解禁前   | Sannichi YBS Group  | -                  | 解禁前       | nr(ennerre)  |
| 2002 | はくばく  | 解禁前                       | 解禁前     | PRINCESS TENKO       | 解禁前   | Sannichi YBS Group  | 武田消毒           | 解禁前       | nr(ennerre)  |
| 2003 | はくばく  | 解禁前                       | 解禁前     | PRINCESS TENKO       | 解禁前   | Sannichi YBS Group  | 武田消毒           | 解禁前       | DELLERBA     |
| 2004 | はくばく  | 解禁前                       | 解禁前     | シャトレーゼ         | 解禁前   | 泉郷                | 武田消毒           | 解禁前       | DELLERBA     |
| 2005 | はくばく  | 解禁前                       | 解禁前     | シャトレーゼ         | 解禁前   | 泉郷                | 信玄食品           | 解禁前       | DELLERBA     |
| 2006 | はくばく  | 解禁前                       | 解禁前     | NIPRO                | 解禁前   | 東京エレクトロン    | pal*system         | 解禁前       | DELLERBA     |
| 2007 | NIPRO     | 解禁前                       | 解禁前     | はくばく             | 解禁前   | 東京エレクトロン    | 東京エレクトロン   | 解禁前       | UMBRO        |
| 2008 | NIPRO     | 解禁前                       | 解禁前     | はくばく             | 解禁前   | 東京エレクトロン    | 東京エレクトロン   | 解禁前       | UMBRO        |
| 2009 | はくばく  | 解禁前                       | 解禁前     | 東京エレクトロン     | 解禁前   | Jit ジット          | -                  | 解禁前       | UMBRO        |
| 2010 | はくばく  | 解禁前                       | 解禁前     | 東京エレクトロン     | 解禁前   | Jit ジット          | -                  | 解禁前       | UMBRO        |
| 2011 | はくばく  | 解禁前                       | 解禁前     | 東京エレクトロン     | 解禁前   | Jit ジット          | -                  | 解禁前       | Mizuno       |
| 2012 | はくばく  | 解禁前                       | 解禁前     | 東京エレクトロン山梨 | 解禁前   | Jit ジット          | -                  | 解禁前       | Mizuno       |
| 2013 | はくばく  | 解禁前                       | 解禁前     | 東京エレクトロン山梨 | 解禁前   | アエラホーム        | AERAHOME           | 解禁前       | Mizuno       |
| 2014 | はくばく  | 解禁前                       | 解禁前     | 東京エレクトロン山梨 | 解禁前   | アエラホーム        | AERAHOME           | 解禁前       | Mizuno       |
| 2015 | はくばく  | 解禁前                       | 解禁前     | 東京エレクトロン山梨 | 解禁前   | 山梨中央銀行        | - / PHメンテナンス | 解禁前       | Mizuno       |
| 2016 | はくばく  | 解禁前                       | 解禁前     | 東京エレクトロン山梨 | コイケ   | 山梨中央銀行        | PHメンテナンス     | 解禁前       | Mizuno       |
| 2017 | はくばく  | 解禁前                       | 解禁前     | 山梨中央銀行         | コイケ   | - / 内藤ハウス      | PHメンテナンス     | 解禁前       | Mizuno       |
| 2018 | はくばく  | -                            | -          | 山梨中央銀行         | コイケ   | クスリの サンロード | 〇愛 MARUAI        | 解禁前       | Mizuno       |
| 2019 | はくばく  | NNS 日本ネットワークサービス | Jit ジット | 山梨中央銀行         | コイケ   | クスリの サンロード | 〇愛 MARUAI        | 解禁前       | Mizuno       |
| 2020 | はくばく  | NNS 日本ネットワークサービス | -          | 山梨中央銀行         | コイケ   | クスリの サンロード | 〇愛 MARUAI        | -            | Mizuno       |
| 2021 | はくばく  | NNS 日本ネットワークサービス | -          | 山梨中央銀行         | コイケ   | クスリの サンロード | 〇愛 MARUAI        | 山梨日日新聞 | Mizuno       |
| 2022 | はくばく  | NNS 日本ネットワークサービス | - / REO    | 山梨中央銀行         | KOIKE    | クスリの サンロード | 〇愛 MARUAI        | 山梨日日新聞 | Mizuno       |
| 2023 | はくばく  | NNS 日本ネットワークサービス | REO        | 山梨中央銀行         | KOIKE    | クスリの サンロード | 〇愛 MARUAI        | 山梨日日新聞 | Mizuno       |
| 2024 | はくばく  | NNS 日本ネットワークサービス | Ysk e-com  | 山梨中央銀行         | -        | クスリの サンロード | 〇愛 MARUAI        | 山梨日日新聞 | Mizuno       |
| 2025 | はくばく  | NNS 日本ネットワークサービス | YSK e-com  | 山梨中央銀行         | KYOKUYO  | クスリの サンロード | 〇愛 MARUAI        | 山梨日日新聞 | Mizuno       |

## アカデミー
ヴァンフォーレ甲府のアカデミーには、直轄としてU-18（2種）、U-15（3種）、U-12（4種）の3世代にチームがあり、その他1チームと提携を行なっている。主要練習場は南アルプス市にある八田河川敷グラウンド。
Jリーグクラブライセンス制度ではU-18、U-15、U-12、U-10の4世代にチームを設けることがA等級基準（Jリーグに参入するにあたり必要とされる基準）となっている。但しU-12およびU-10は定期的にサッカースクールを行なうことで代替可能としており、U-10世代は甲府市（北部・南部）、南アルプス市、山梨市、西桂町にてサッカースクールを行なうことで基準をクリアしている。

### ヴァンフォーレ甲府U-18
設立はトップチームがJリーグ参入してから2年後の2001年。U-12が設立される前の2009年までは「ヴァンフォーレ甲府ユース」の名前であった。
2007年に県リーグを勝ち上がりプリンスリーグ関東2部へ参入したが、1年で県リーグへ降格。2014年に参入決定戦を勝ち上がり、2015,2016年にはプリンスリーグ関東に参入していた。クラブユース選手権は関東予選の壁を破れずにいたが2010年に初めて全国大会に出場。さらに2013年には予選リーグを突破し決勝トーナメントに進出。2015年はプレミアWESTのヴィッセル神戸U-18を破りベスト8まで進出している。
出身者はヴァンフォーレ甲府の選手一覧#アカデミー出身者を参照のこと。
| 年度 | 所属            | 順位 | 試合 | 勝点 | 勝 | 敗 | 分 | U-18選手権   | Jユース杯 | 備考                                      |
| ---- | --------------- | ---- | ---- | ---- | -- | -- | -- | ------------ | --------- | ----------------------------------------- |
| 2008 | プリンス関東2部 | 12位 | 9    | 4    | 1  | 4  | 1  | 関東予選敗退 | 予選G敗退 | リーグ戦（Aパート）6位 11・12位決定戦敗退 |
| 2009 | 山梨県Aパート   | 優勝 | 6    | 18   | 6  | 2  | 1  | 関東予選敗退 | 予選G敗退 | 参入決定戦敗退                            |
| 2010 | 山梨県Aパート   | 3位  | 9    | 18   | 6  | 2  | 1  | 予選G敗退    | 予選G敗退 |                                           |
| 2011 | 山梨県Aパート   | 3位  | 9    | 18   | 5  | 3  | 1  | 関東予選敗退 | 予選G敗退 |                                           |
| 2012 | 山梨県Aリーグ   | 優勝 | 14   | 39   | 13 | 1  | 0  | 関東予選敗退 | 予選G敗退 | 参入決定戦敗退                            |
| 2013 | 山梨県1部       | 2位  | 18   | 46   | 15 | 2  | 1  | ベスト16     | 予選G敗退 |                                           |
| 2014 | 山梨県1部       | 優勝 | 18   | 46   | 15 | 2  | 1  | ベスト16     | ベスト16  | 参入決定戦勝ち抜き                        |
| 2015 | プリンス関東    | 9位  | 18   | 17   | 4  | 9  | 5  | ベスト8      | 2回戦敗退 |                                           |
| 2016 | プリンス関東    | 10位 | 7    | 18   | 1  | 13 | 4  | 予選G敗退    | 3回戦敗退 |                                           |
| 2017 | 山梨県1部       | 3位  | 18   | 39   | 11 | 1  | 6  | 予選G敗退    | 2回戦敗退 |                                           |
| 2018 | 山梨県1部       | 優勝 | 18   | 45   | 15 | 3  | 0  | 予選G敗退    | 1回戦敗退 | 参入決定戦敗退                            |
| 2019 | 山梨県1部       | 2位  | 18   | 42   | 13 | 3  | 2  | 関東予選敗退 | 3回戦敗退 |                                           |
| 2020 | 山梨県1部       | 優勝 | 9    | 42   | 7  | 2  | 0  | 1回戦敗退    | －        | 参入決定戦敗退                            |
| 2021 | 山梨県1部       | 優勝 | 18   | 47   | 15 | 2  | 1  | 予選G敗退    | －        | 関東1部参入決定戦敗退、関東2部昇格        |
| 2022 | プリンス関東2部 |      |      |      |    |    |    |              |           |                                           |

「山梨県Aパート」「山梨県Aリーグ」は山梨県1部相当。

### ヴァンフォーレ甲府U-15
設立はJリーグ参入初年度である1999年。U-12が設立される前の2009年までは「ヴァンフォーレ甲府ジュニアユース」の名前であった。

### ヴァンフォーレ甲府U-12
U-12については2009年までチームを結成していなかったが、全体の底上げを図る目的のため2010年に結成された。
U-12世代の育成は上述のサッカースクールでも行なっているが、U-12チームはそれとは別に選考会を行ない選抜されている。また、スペインから指導者を招くなど重点的に指導を行なっている。そのため結成から間もない状態でも全国大会に出場し、2016年のダノンネーションズカップ in JAPANでは優勝を飾っている。この年の「U-12 ジュニアサッカーワールドチャレンジ2016」ではマンチェスター・シティFCやFCバルセロナのU-12と対戦している（マンチェスター・シティとは引き分け、バルセロナには負け）。また、世界大会であるダノンネーションズカップでは予選ブロックを1位で通過すると、フランス、アルゼンチン、スペイン（セビージャFCのU-12チーム）といった強豪国相手に勝ち上がり、決勝に進出した。決勝ではドイツ（ボルシア・ドルトムントのU-12チーム）相手にPK戦で敗れたものの、世界レベルの強豪チーム相手に善戦している。

### その他
2010年に北杜市にあるU-15およびU-12のサッカーチーム「八ヶ岳グランデフットボールクラブ」と業務提携を締結し、2011年より「ヴァンフォーレ八ヶ岳」として活動していた。2017年を以て業務提携を解消し、チーム名も「グランデ・アメージング・アカデミー」となっている。

## メディア

### 地元メディアによる試合中継
- NHK甲府放送局（県域総合テレビ） - 一部は相手チームの地元局との相互放送、あるいは甲府局単独でアウェイ中継も行う。
- 山梨放送（YBSテレビ、YBSラジオ） - ラジオは年1試合程度静岡放送SBSラジオが乗り入れる事例がある（「富士山ダービー」）。また特番『SSS〜スリーエス〜』としてアウェイ試合の経過速報を伝えることもある。一般的な実況中継でもアウェイに乗り込んで独自制作することがある。テレビは基本的にホーム試合で、スカパー!向け映像制作・実況も担当していた。
- UTYテレビ山梨 - 年1試合程度。過去に『ウッティ発!』の時間帯でゴールデンタイムの実況中継（後半のみ）を行ったことがある。
- NNS甲府CATV - 主にホーム試合。
- エフエム甲府『ヴァンフォーレ甲府入れ込み実況中継』 - ホーム、アウェイとも同程度の中継回数。

### その他チーム情報
- テレビ・ラジオ
  - YBSテレビ『山梨スピリッツ』内「ヴァンフォーレEX」
  - YBSテレビ『VENTめし!』（2016年より『ててて!TV』の番組内コーナー）
  - YBSテレビ『YBSワイドニュース』内特集コーナーほか（主に月・金曜）
  - YBSテレビ『ヴァンTV』
  - YBSテレビ『KICK OFF! YAMANASHI』（日・月曜）
  - YBSラジオ『ラララ♪モーニング』内「MOVE〜青きイレブンの挑戦!!」
  - YBSラジオ『はみだし しゃべくりラジオ キックス』内「あなたのヴァンです ～オーレ！ヴァンフォーレ～」（以前は「ヴァンフォーレ キックス」だった。）
  - NHK甲府『もうすぐ山梨のおひる』内「ひるまえヴァンフォーレ」
  - NHK甲府『まるごと山梨』内「マンデーVF」(月曜が祝日等で特別編成になった場合、「チューズデー〜」等になる場合もある)
  - NNS甲府CATV局『ホッとHOT情報局』水曜コーナー
  - FM-FUJI『PUMP UP RADIO』木曜コーナー「AVENUE5〜VIVA!VENTFORET」
  - エフエム甲府『こまっちゃんの金曜日〜元気はつらつフライデー〜』内「ヴァンフォーレ甲府情報」
- 新聞・雑誌
  - 山梨日日新聞 - 地元紙かつ筆頭株主。
  - スポーツ報知 - スポーツ新聞で唯一、地元専用の「やまなし報知」を原則週3回（毎週土・日・月）発行しており、ヴァンフォーレ甲府の情報も取り扱っている。
  - 月刊ファンフォーレ - 2015年までは毎月25日発行の公式マガジン。2016年は希望者申込制の不定期刊行であった。2018年の6月号の発行を以って休刊となった。
- インターネット
  - ヴァンフォーレ甲府公式サイト

## 決算
ヴァンフォーレ甲府の決算は、つぎのとおり。

### 損益
| 年度 | 収入  | 広告料 | 入場料 | 配分 | その他 | 費用  | 事業費 | 人件費 | 管理費 | 利益 | 純利益 |
| ---- | ----- | ------ | ------ | ---- | ------ | ----- | ------ | ------ | ------ | ---- | ------ |
| 2005 | 670   | 246    | 159    | 178  | 87     | 579   | 419    | 262    | 161    | 91   | 50     |
| 2006 | 1,343 | 571    | 385    | 242  | 145    | 1,102 | 857    | 556    | 245    | 241  | 135    |
| 2007 | 1,655 | 768    | 436    | 276  | 175    | 1,506 | 1,100  | 741    | 406    | 149  | 54     |
| 2008 | 1,263 | 647    | 276    | 99   | 241    | 1,236 | 911    | 587    | 325    | 26   | 24     |
| 2009 | 1,094 | 497    | 293    | 119  | 185    | 1,080 | 798    | 498    | 290    | 14   | 0      |
| 2010 | 1,067 | 499    | 297    | 117  | 154    | 1,056 | 763    | 473    | 293    | 11   | 0      |

出典: 各年度のJクラブ決算一覧。
2005、
2006、
2007、
2008、
2009、
2010
金額の単位: 百万円
人件費は事業費に含まれる。
| 年度 | 収益  | 広告料 | 入場料 | 配分 | 育成 | その他 | 費用  | 人件費 | 試合 | トップ | 育成 | 女子 | 販売 | 利益 | 純利益 |
| ---- | ----- | ------ | ------ | ---- | ---- | ------ | ----- | ------ | ---- | ------ | ---- | ---- | ---- | ---- | ------ |
| 2011 | 1,465 | 635    | 421    | 216  | 29   | 164    | 1,400 | 671    | 84   | 149    | 17   | 0    | 479  | 65   | 44     |
| 2012 | 1,179 | 554    | 291    | 103  | 26   | 205    | 1,148 | 476    | 66   | 170    | 18   | 0    | 418  | 31   | 15     |
| 2013 | 1,481 | 683    | 403    | 208  | 36   | 151    | 1,460 | 707    | 101  | 172    | 21   | 0    | 459  | 21   | 3      |
| 2014 | 1,518 | 749    | 422    | 191  | 47   | 109    | 1,515 | 759    | 119  | 175    | 25   | 0    | 437  | 6    | -74    |
| 2015 | 1,525 | 751    | 354    | 186  | 50   | 184    | 1,470 | 736    | 86   | 154    | 28   | 0    | 466  | 55   | 21     |

出典: 各年度のJクラブ決算一覧。
2011、
2012、
2013、
2014、
2015
金額の単位: 百万円
| 年度 | 収益  | 広告料 | 入場料 | 配分 | 育成 | 物販 | その他 | 費用  | 人件費 | 試合 | トップ | 育成 | 女子 | 物販 | 販売 | 利益 | 純利益 |
| ---- | ----- | ------ | ------ | ---- | ---- | ---- | ------ | ----- | ------ | ---- | ------ | ---- | ---- | ---- | ---- | ---- | ------ |
| 2016 | 1,523 | 736    | 342    | 193  | 59   | 61   | 132    | 1,499 | 736    | 88   | 182    | 28   | 0    | 42   | 423  | 24   | 8      |
| 2017 | 1,727 | 774    | 353    | 446  | 28   | 74   | 52     | 1,689 | 883    | 103  | 181    | 30   | 0    | 57   | 435  | 38   | 19     |
| 2018 | 1,511 | 760    | 297    | 286  | 19   | 62   | 87     | 1,500 | 747    | 113  | 172    | 33   | 0    | 45   | 390  | 11   | 1      |
| 2019 | 1,455 | 800    | 286    | 149  | 24   | 87   | 109    | 1,460 | 707    | 108  | 171    | 26   | 0    | 70   | 378  | -5   | -5     |

出典: 各年度のJクラブ決算一覧。
2016、
2017、
2018、
2019
金額の単位: 百万円

### 資産
| 年度 | 総資産 | 総負債 | 純資産 | 資本金 |
| ---- | ------ | ------ | ------ | ------ |
| 2005 | 278    | 315    | -36    | 335    |
| 2006 | 553    | 423    | 130    | 367    |
| 2007 | 566    | 381    | 184    | 367    |
| 2008 | 506    | 297    | 209    | 367    |
| 2009 | 463    | 253    | 210    | 367    |
| 2010 | 516    | 305    | 210    | 367    |
| 2011 | 573    | 296    | 276    | 367    |
| 2012 | 606    | 314    | 292    | 367    |
| 2013 | 568    | 273    | 295    | 367    |
| 2014 | 556    | 335    | 221    | 367    |
| 2015 | 620    | 378    | 242    | 367    |
| 2016 | 615    | 365    | 250    | 367    |
| 2017 | 652    | 383    | 269    | 367    |
| 2018 | 585    | 314    | 270    | 367    |
| 2019 | 588    | 322    | 266    | 367    |

出典: 各年度のJクラブ決算一覧。
2005、
2006、
2007、
2008、
2009、
2010、
2011、
2012、
2013、
2014、
2015、
2016、
2017、
2018、
2019
金額の単位: 百万円